# گراتو (شیطان‌گرایی)
گراتو در شیطان‌گرایی، (برگرفته از واژه ایتالیایی grotta) نوعی غار، انجمن یا جمع مخفی از شیطان پرستان است که در فاصله جغرافیایی نزدیک به یکدیگر برای اهداف اجتماعی، آیینی و فعالیت‌های علاقه‌مندی خاص مجتمع می‌شوند.
خانه سیاه، محل تأسیس و دفتر مرکزی کلیسای شیطان از سال ۱۹۶۶ تا ۱۹۹۷، در واقع اولین غار بود و به مدتی به عنوان «غار مرکزی» شناخته می‌شد. غارها برای مدتی در نقاط مختلف ایالات متحده وجود داشتند؛ این شامل غار بابل در دیترویت، غار استایگین در دایتون و غار لیلیث در نیویورک بود. در سال ۱۹۷۵، لاوی همه غارها را منحل کرد، سپس در دهه ۱۹۸۰ آن‌ها را دوباره تأسیس کرد. کلیسای شیطان اکنون دیگر آن غارها را به رسمیت نمی‌شناسد و نمایندگان آن‌ها را منصوب نمی‌کند.